# Paropaon pilosus
Paropaon pilosus är en insektsart som först beskrevs av Carl Stål 1878.  Paropaon pilosus ingår i släktet Paropaon och familjen gräshoppor.

## Underarter
Arten delas in i följande underarter:
- P. p. cuscoensis
- P. p. carbonarius
- P. p. tingomariae
- P. p. pilosus